# نيكولاس أمير اليونان والدنمارك

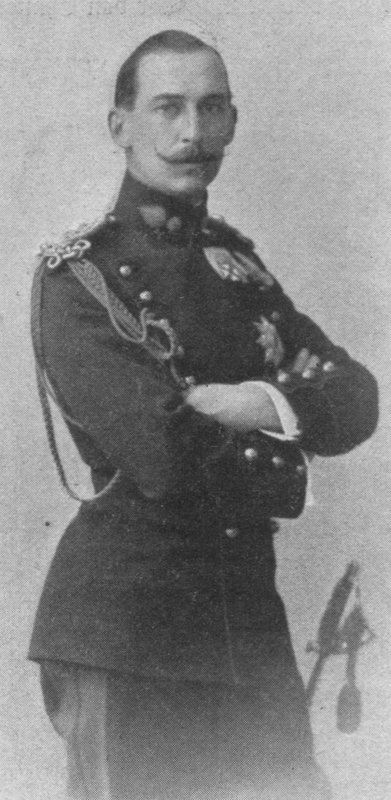
نيكولاس أمير اليونان والدنمارك.

نيكولاس أمير اليونان والدنمارك (باليونانية: Πρίγκιπας Νικόλαος της Ελλάδας) (22 يناير 1872 - 8 فبراير 1938) هو الابن الثالث لجورج الأول ملك اليونان، والملكة أولغا.